# Chirodropida
Chirodropida è un ordine della classe Cubozoa caratterizzato da numerosi tentacoli che nascono da appendici alla base della campana.

## Descrizione
Quest'ordine si distingue dagli altri cubozoi per la presenza di una base muscolare ramificata agli angoli della campana cubica, chiamata pedalium. Molte meduse di quest'ordine hanno diversi tentacoli per ogni pedalium, i quali sono a volte ramificati, una caratteristica che le distingue dalle cubomeduse Carybdeida, le quali hanno un solo tentacolo per pedalium. Nei chirodropidi, i pedalia possono avere ramificazioni che dipartono dallo stesso lato del pedalium, vengono allora chiamate "unilatere", oppure "bilatere", quando le ramificazioni nascono da due lati del pedalium. Inoltre, all'eccezione di una specie, tutti i chirodropidi hanno sacchetti gastrici chiamati diverticula, una caratteristica che le cubomeduse Carybdeida non possiedono.
La forma dei sacchetti gastrici viene usata per distinguere le due famiglie che l'ordine attualmente comporta. Sacchetti gastrici semplici sono tipici della famiglia delle Chiropsalmidae, che a sua volta si divide nei generi Chiropsalmus (sacchetti pendenti e pedalia bilateri) e Chiropsoides (sacchetti pendenti e pedalia unilateri). Sacchetti gastrici ramificati sono invece tipici della famiglia delle Chirodropidae, che a sua volta si divide nei generi Chirodropus (sacchetti a piuma d'uccello o assenti) e Chironex (sacchetti a cresta di gallo).

## Famiglie
Come per l'ordine Carybdeida, esiste tuttora una certa confusione sulla sistematica delle meduse Chirodropida per via delle numerose specie comunque classificate nel genus Chiropsalmus, questo malgrado l'eterogeneità delle loro caratteristiche. Fra le differenze principali che si possono notare fra le specie delle Chirodropida vi è la forma delle sacchette gastriche, la disposizione dei pedalia e la loro ramificazione, il numero dei tentacoli e la presenza/assenza di verruche sull'esombrella.
L'ordine è suddiviso nelle seguenti due famiglie:
- Chirodropidae Haeckel, 1880
- Chiropsalmidae Thiel, 1936